# Liste der Nummer-eins-Country-Alben in den USA (2016)
Dies ist eine Liste der Nummer-eins-Alben in den von Billboard ermittelten Verkaufscharts für Country-Alben in den USA im Jahr 2016. In diesem Jahr gab es zweiundzwanzig Nummer-eins-Alben.

| ← 2015 ← | Liste der Nummer-eins-Country-Alben in den USA | Liste der Nummer-eins-Country-Alben in den USA | Liste der Nummer-eins-Country-Alben in den USA | 2017 →                    |
| \| Zeitraum \| Wo. ges. \| Interpret \| Titel \| Zusätzliche Informationen \| \| (Zeitraum, Wochen auf Platz eins, Interpret, Titel, zusätzliche Informationen) \| \| \| \| \| \| ------------------------------------------------------------------------------ \| -------- \| ------------------------------ \| ------------------------------------ \| ------------------------- \| \| 26. Dezember 2015 – 4. März 2016 10 Wochen (insgesamt 29) \| 29 \| Chris Stapleton \| Traveller[1] \| — \| \| 5. März 2016 – 11. März 2016 1 Woche (insgesamt 1) \| 1 \| Joey + Rory \| Hymns That Are Important to Us[2] \| — \| \| 12. März 2016 – 25. März 2016 2 Wochen (insgesamt 29) \| 29 \| Chris Stapleton \| Traveller \| — \| \| 26. März 2016 – 15. April 2016 3 Wochen (insgesamt 4) \| 4 \| Joey + Rory \| Hymns That Are Important to Us \| — \| \| 16. April 2016 – 6. Mai 2016 3 Wochen (insgesamt 29) \| 29 \| Chris Stapleton \| Traveller \| — \| \| 7. Mai 2016 – 13. Mai 2016 1 Woche (insgesamt 1) \| 1 \| Sturgill Simpson \| A Sailor's Guide to Earth[3] \| — \| \| 14. Mai 2016 – 27. Mai 2016 2 Wochen (insgesamt 29) \| 29 \| Chris Stapleton \| Traveller \| — \| \| 28. Mai 2016 – 10. Juni 2016 2 Wochen (insgesamt 1) \| 1 \| Keith Urban \| Ripcord[4] \| — \| \| 11. Juni 2016 – 17. Juni 2016 1 Woche (insgesamt 1) \| 1 \| Blake Shelton \| If I'm Honest[5] \| — \| \| 18. Juni 2016 – 24. Juni 2016 1 Woche (insgesamt 1) \| 1 \| Dierks Bentley \| Black[6] \| — \| \| 25. Juni 2016 – 1. Juli 2016 1 Woche (insgesamt 1) \| 1 \| Maren Morris \| Hero[7] \| — \| \| 2. Juli 2016 – 8. Juli 2016 1 Woche (insgesamt 2) \| 2 \| Blake Shelton \| If I'm Honest \| — \| \| 9. Juli 2016 – 15. Juli 2016 1 Woche (insgesamt 1) \| 1 \| Jon Pardi \| California Sunrise[8] \| — \| \| 16. Juli 2016 – 22. Juli 2016 1 Woche (insgesamt 29) \| 29 \| Chris Stapleton \| Traveller \| — \| \| 23. Juli 2016 – 29. Juli 2016 1 Woche (insgesamt 3) \| 3 \| Blake Shelton \| If I'm Honest \| — \| \| 30. Juli 2016 – 5. August 2016 1 Woche (insgesamt 29) \| 29 \| Chris Stapleton \| Traveller \| — \| \| 6. August 2016 – 12. August 2016 1 Woche (insgesamt 1) \| 1 \| Steven Tyler \| We're All Somebody from Somewhere[9] \| — \| \| 13. August 2016 – 19. August 2016 1 Woche (insgesamt 29) \| 29 \| Chris Stapleton \| Traveller \| — \| \| 20. August 2016 – 26. August 2016 1 Woche (insgesamt 1) \| 1 \| Jake Owen \| American Love[10] \| — \| \| 27. August 2016 – 2. September 2016 1 Woche (insgesamt 4) \| 4 \| Blake Shelton \| If I'm Honest \| — \| \| 3. September 2016 – 9. September 2016 1 Woche (insgesamt 1) \| 1 \| Justin Moore \| Kinda Don't Care[11] \| — \| \| 10. September 2016 – 16. September 2016 1 Woche (insgesamt 1) \| 1 \| Dolly Parton \| Pure & Simple[12] \| — \| \| 17. September 2016 – 30. September 2016 2 Wochen (insgesamt 2) \| 2 \| Florida Georgia Line \| Dig Your Roots[13] \| — \| \| 1. Oktober 2016 – 7. Oktober 2016 1 Woche (insgesamt 1) \| 1 \| Jason Aldean \| They Don't Know[14] \| — \| \| 8. Oktober 2016 – 14. Oktober 2016 1 Woche (insgesamt 1) \| 1 \| Aaron Lewis \| Sinner[15] \| — \| \| 15. Oktober 2016 – 21. Oktober 2016 1 Woche (insgesamt 1) \| 1 \| Luke Bryan \| Farm Tour... Here's to the Farmer \| — \| \| 22. Oktober 2016 – 4. November 2016 2 Wochen (insgesamt 3) \| 3 \| Jason Aldean \| They Don't Know \| — \| \| 5. November 2016 – 11. November 2016 1 Woche (insgesamt 1) \| 1 \| Blackberry Smoke \| Like an Arrow[16] \| — \| \| 12. November 2016 – 18. November 2016 1 Woche (insgesamt 29) \| 29 \| Chris Stapleton \| Traveller \| — \| \| 19. November 2016 – 2. Dezember 2016 2 Wochen (insgesamt 2) \| 2 \| Kenny Chesney \| Cosmic Hallelujah[17] \| — \| \| 3. Dezember 2016 – 9. Dezember 2016 1 Woche (insgesamt 1) \| 1 \| Garth Brooks & Trisha Yearwood \| Christmas Together[18] \| — \| \| 10. Dezember 2016 – 23. Dezember 2016 2 Wochen (insgesamt 2) \| 2 \| Miranda Lambert \| The Weight of These Wings[19] \| — \| \| 24. Dezember 2016 – 30. Dezember 2016 1 Woche (insgesamt 1) \| 1 \| Kane Brown \| Kane Brown[20] \| — \| |                                                |                                                |                                                |                           |
| ← 2015 |                                                |                                                |                                                | → 2017 →                  |
| Zeitraum | Wo. ges.                                       | Interpret                                      | Titel                                          | Zusätzliche Informationen |
| (Zeitraum, Wochen auf Platz eins, Interpret, Titel, zusätzliche Informationen) |                                                |                                                |                                                |                           |
| 26. Dezember 2015 – 4. März 2016 10 Wochen (insgesamt 29) | 29                                             | Chris Stapleton                                | Traveller                                      | —                         |
| 5. März 2016 – 11. März 2016 1 Woche (insgesamt 1) | 1                                              | Joey + Rory                                    | Hymns That Are Important to Us                 | —                         |
| 12. März 2016 – 25. März 2016 2 Wochen (insgesamt 29) | 29                                             | Chris Stapleton                                | Traveller                                      | —                         |
| 26. März 2016 – 15. April 2016 3 Wochen (insgesamt 4) | 4                                              | Joey + Rory                                    | Hymns That Are Important to Us                 | —                         |
| 16. April 2016 – 6. Mai 2016 3 Wochen (insgesamt 29) | 29                                             | Chris Stapleton                                | Traveller                                      | —                         |
| 7. Mai 2016 – 13. Mai 2016 1 Woche (insgesamt 1) | 1                                              | Sturgill Simpson                               | A Sailor's Guide to Earth                      | —                         |
| 14. Mai 2016 – 27. Mai 2016 2 Wochen (insgesamt 29) | 29                                             | Chris Stapleton                                | Traveller                                      | —                         |
| 28. Mai 2016 – 10. Juni 2016 2 Wochen (insgesamt 1) | 1                                              | Keith Urban                                    | Ripcord                                        | —                         |
| 11. Juni 2016 – 17. Juni 2016 1 Woche (insgesamt 1) | 1                                              | Blake Shelton                                  | If I'm Honest                                  | —                         |
| 18. Juni 2016 – 24. Juni 2016 1 Woche (insgesamt 1) | 1                                              | Dierks Bentley                                 | Black                                          | —                         |
| 25. Juni 2016 – 1. Juli 2016 1 Woche (insgesamt 1) | 1                                              | Maren Morris                                   | Hero                                           | —                         |
| 2. Juli 2016 – 8. Juli 2016 1 Woche (insgesamt 2) | 2                                              | Blake Shelton                                  | If I'm Honest                                  | —                         |
| 9. Juli 2016 – 15. Juli 2016 1 Woche (insgesamt 1) | 1                                              | Jon Pardi                                      | California Sunrise                             | —                         |
| 16. Juli 2016 – 22. Juli 2016 1 Woche (insgesamt 29) | 29                                             | Chris Stapleton                                | Traveller                                      | —                         |
| 23. Juli 2016 – 29. Juli 2016 1 Woche (insgesamt 3) | 3                                              | Blake Shelton                                  | If I'm Honest                                  | —                         |
| 30. Juli 2016 – 5. August 2016 1 Woche (insgesamt 29) | 29                                             | Chris Stapleton                                | Traveller                                      | —                         |
| 6. August 2016 – 12. August 2016 1 Woche (insgesamt 1) | 1                                              | Steven Tyler                                   | We're All Somebody from Somewhere              | —                         |
| 13. August 2016 – 19. August 2016 1 Woche (insgesamt 29) | 29                                             | Chris Stapleton                                | Traveller                                      | —                         |
| 20. August 2016 – 26. August 2016 1 Woche (insgesamt 1) | 1                                              | Jake Owen                                      | American Love                                  | —                         |
| 27. August 2016 – 2. September 2016 1 Woche (insgesamt 4) | 4                                              | Blake Shelton                                  | If I'm Honest                                  | —                         |
| 3. September 2016 – 9. September 2016 1 Woche (insgesamt 1) | 1                                              | Justin Moore                                   | Kinda Don't Care                               | —                         |
| 10. September 2016 – 16. September 2016 1 Woche (insgesamt 1) | 1                                              | Dolly Parton                                   | Pure & Simple                                  | —                         |
| 17. September 2016 – 30. September 2016 2 Wochen (insgesamt 2) | 2                                              | Florida Georgia Line                           | Dig Your Roots                                 | —                         |
| 1. Oktober 2016 – 7. Oktober 2016 1 Woche (insgesamt 1) | 1                                              | Jason Aldean                                   | They Don't Know                                | —                         |
| 8. Oktober 2016 – 14. Oktober 2016 1 Woche (insgesamt 1) | 1                                              | Aaron Lewis                                    | Sinner                                         | —                         |
| 15. Oktober 2016 – 21. Oktober 2016 1 Woche (insgesamt 1) | 1                                              | Luke Bryan                                     | Farm Tour... Here's to the Farmer              | —                         |
| 22. Oktober 2016 – 4. November 2016 2 Wochen (insgesamt 3) | 3                                              | Jason Aldean                                   | They Don't Know                                | —                         |
| 5. November 2016 – 11. November 2016 1 Woche (insgesamt 1) | 1                                              | Blackberry Smoke                               | Like an Arrow                                  | —                         |
| 12. November 2016 – 18. November 2016 1 Woche (insgesamt 29) | 29                                             | Chris Stapleton                                | Traveller                                      | —                         |
| 19. November 2016 – 2. Dezember 2016 2 Wochen (insgesamt 2) | 2                                              | Kenny Chesney                                  | Cosmic Hallelujah                              | —                         |
| 3. Dezember 2016 – 9. Dezember 2016 1 Woche (insgesamt 1) | 1                                              | Garth Brooks & Trisha Yearwood                 | Christmas Together                             | —                         |
| 10. Dezember 2016 – 23. Dezember 2016 2 Wochen (insgesamt 2) | 2                                              | Miranda Lambert                                | The Weight of These Wings                      | —                         |
| 24. Dezember 2016 – 30. Dezember 2016 1 Woche (insgesamt 1) | 1                                              | Kane Brown                                     | Kane Brown                                     | —                         |